# Senderzoniellidae
Senderzoniellidae zijn een uitgestorven  familie van tweekleppigen uit de orde Veneroida.